# ユタ

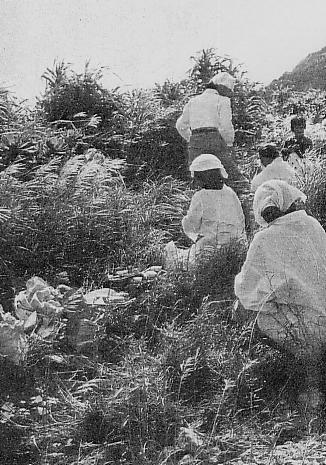
祈祷活動をするユタ（1955年頃）

ユタは、沖縄県と鹿児島県奄美群島の民間霊媒師（シャーマン）であり、霊的問題や生活の中の問題点のアドバイス、解決を生業とする。

## 概要
桜井徳太郎によれば、日本列島弧において最もシャーマンの活動が顕著なのは東北地方と南西諸島である。もっぱら死霊の憑依を受けてトランスに入り、第一人称でその託宣を述べるものを一般に口寄せ巫女と称する。東北地方のイタコ等と同様に口寄せ巫女としての巫儀を展開している呪術宗教職能者は、南西諸島ではユタ・ホゾン・トキ（奄美群島・沖縄諸島）、カンカカリャ・サス（宮古列島）、ムヌチ・ニゲービー・カンピトゥ（八重山列島）等と呼ばれている。
琉球の民間社会において、民衆の宗教的機能を担う職能者は、女性司祭者の祝女（ノロ/ヌル）、根神（ニーガン）、サス・司（ツカサ）等の神人（カミンチュ）と、シャーマンとしてのユタ等の類に分かれる。前者は主として御嶽（ウタキ）やグスク等の聖地や御願所（ウグヮンジョ）とか拝所（ウガンジュ）において部落や村落の公的祭祀や共同体の祈願行事の司祭をする。後者は部落や村落の個々の家や家族に関する運勢（ウンチ）、吉凶の判断（ハンジ）、禍厄の除災（ハレー）、病気の平癒祈願（ウグヮン）など私的な呪術信仰的領域に関与している。神人が聖地の司祭をするにあたり死穢や婦人の血の忌み、出産の不浄を忌避するのに対して、ユタは全く反対に死者儀礼や死霊供養に密着した。その性格、生態、機能など多くの点で両者は相いれないもののようだが、両者とも沖縄民間信仰の底辺を流れるシャマニズムであり、沖縄の民間信仰を支える車の両輪と言える、と桜井徳太郎は述べている。
ユタは、凡人にはなし得ない霊界のすがたや動きを見通すことのできる霊能力者であると見なされているが、ユタ信仰は迷信だという観念は沖縄の教育者や知識人の間に一般化しており、公式の場では穢らわしい、はしたないと軽蔑して口にも出さない。特に公的な場で活躍することが多い男性からは、体裁をつくろうため軽蔑冷笑される傾向が強かったため、家庭を内的に支える女性が一家の代表者としてユタのもとへ赴く。これにより、家庭の外では知らぬ顔をしている男性も、家の中ではユタの指示に従って行動する家族の在り方に巻き込まれていく。また、ユタへの依頼者は労働者・農民・漁民のみならず、高い地位の官僚・自治体役員・教職員・ビジネスマンが高い確率で含まれる。
個人レベルあるいは共同体レベルにおいて、人為の限りを尽くしても、なお解決し得ない問題につきあたったとき、その最終的決断を下すきっかけをユタの吉凶判断（ハンジ）に求めようとする傾向は、現在でも薄れていない。
こうしたユタを利用する行為は「ユタ買い（ユタコーヤー）」といわれ、通常は2〜3人のユタの判断を仰ぐ。依頼者はかなりの額の費用を厭うことなくユタに支払う。沖縄県には「医者半分、ユタ半分」ということわざが古くからある。
桜井徳太郎は、神と人との間の仲介役は神意を鋭敏に感じ取ることのできるセンシブルな存在でなくてはならず、それを良くなしえるのは古来から感受性の強い女性であったと述べている。ユタは本来女性がなるべきものとされていたが、男性のユタは若干存在する。
ユタには後述する弾圧の歴史がある。そのため、自身ではユタと言う称号を用いず、また他人からそう呼ばれることに対し反感を抱く者がいる。彼らは神人（カミンチュ）、御願者（ウグヮンサー）、御願を捧げる人（ウグヮンウサギヤー）、判断（ハンジ）など神に仕えることを表す名称を好む。また、祭祀・巫儀・卜占の区別が曖昧になってきている昨今の状況を受け、侮蔑的語感を伴うユタという名称より易者を意味する三人相（サンジンゾー）や風水を判断する風水師（フンシー）などの称号を用いる者がいる。

## 成立
『琉球史辞典』ではユタの語源を「おしゃべり（ユンタ）」あるいは神がかりのときに体が「ユタめく（揺れる）」ことから名付けられたのではないかと述べている。ユタと言う職業はどの様に成立したのか、以下のように諸説あり断定されていない。
- 伊波普猷は、神託を宣伝するべき神人の中に、その様な力を持っていない名義ばかりの者がおり、これらにかわって神託を宣伝する者が民間に出て、とうとう職業とするようになったのがトキまたはユタと称するものであると述べ、ユタが神人から分化したとの考えを示した。また、ユタという語とユンタ（しゃべる）という語との間には内容上の関係があるかもしれないとも述べている[9]。
- 桜井徳太郎は、部落共同体のシャーマンであった祝女や根神が中央集権的琉球王府の官僚的祭司体制に編入される際に、公共祭祀以外の宗教的機能を担った呪術的宗教者が現れたとし、そうしたアウトローの呪術的宗教者は地域社会の民間信仰といっそう密着しながら、在地性を発揮して民衆の要望に応えることになった。そして終に官僚化した司祭者祝女と袂を分かったのだと述べている[6]。
- 佐々木宏幹によると、沖縄本島においては、シマあるいはマキヨと呼ばれる村ごとに総本家となる根所（ニイドゥクル）があり、その主人である根人（ニンチュ）の姉妹が根神（ニーガン）と言われ、神がかりして村落の人々に生活指針を与えた。やがて、8〜9世紀になると按司（アンジ）が村々を併合し、郡程度の領域を統治するようになったが、彼の姉妹や妻は祝女（ノロ）と呼ばれ、やはり神がかりして領域内の人々に生活指針を与えた。これらシャーマニックな女性の活動なくしては根人や按司の統治も完全たりえなかったが、後代になると国家統一と中央集権化に伴って根神や祝女はシャーマン的性格を失って司祭化し、シャーマン的機能はユタに移っていたのだという[10]。[注 1]

## 巫業
桜井徳太郎は、依頼者が巫家（ユタヌヤー）を訪れるケース調べ、その結果ユタの業務を以下のように整理している。
- 新年になったとき、正月中かそれに近い月内にその年の初運勢（ハチウンチ）を託宣する。
- 病気や傷害など身体的欠陥に関する健康上の問題の相談。医師の診断によっても容易に治癒しない場合に、その原因を正すための判断（ハンジ）を授ける。
- 家庭内や部落内の交際や親族関係に気がかりがあるものに判断を授ける。また不吉な予感がすると訪れたものにも判断を授ける。
- 夢見の分析をおこない判断を授ける。
- 商売・農作業・漁業などの事業に不運が続く者の相談を受ける。
- 新しく事業を起こすとき、仕事換えがあるとき、船の新造、店舗の開店などの際に先行きを占う。
- 家の新改築の際の風水見（フンシーミー）をおこなう。
- 紛失物があった際に、その所在を占う。
- 結婚の際、相性などの適・不適を占う。
- 元祖事（グヮンスグトゥ。供養・位牌祭祀など先祖に関した事柄）に不振が生じた場合、正しい在り方を判断し指示する。
- 洗骨や移葬の際の死霊供養をおこなう。
- 抜霊（ヌジファ）、魂分（マブイワカシ）、若焼香（ワカジューコー。1〜7年忌）、終わり焼香（ウワイジューコー。13年忌、25年忌、特に33年忌）など死者供養の回向をおこなう。
- 男系継承者が廃絶した場合、正しい継承者を捜し求めるために先祖に祈願して判断を受ける。
- 魂籠（マブイグミ）の呪術や、魔物（マジムン）・生霊（イチジャマ）などの悪霊邪霊の祟りを祓除するための呪法をおこなう。
- 「旅立ち」の際の安全祈願をする。

また、地域社会における公共生活の側面においては以下のことをおこなう。
- 祝女・根神・クデなど神人たる神女選定にあたり、その最終決定をおこなう。
- 祝女がおこなっていた部落祭祀の担い手として活動する。

その他、ユタが活動している具体例として、御嶽から盗まれた神器の行方が分からなくなった際、御嶽の司祭者である祝女や村人が、協議の上でユタの判断（ハンジ）を求めた例もある。

## 成巫過程
「ユタになる運命は生まれたときから定まっていると、かたく信じている沖縄の人々は少なくない」と桜井徳太郎は述べているが、彼が面接したユタもまた例外なくユタになるのは宿命であったと答えている。では宿命であると考える理由は何かと問うと、サーダカンマリであるからとの返事がかえってくるという。「性高い生まれ」と訳されるこの資質は、神霊・死霊・精霊の霊界と交渉を持ち、巫女として超自然的超越者の意志を聞くことのできる聖職者となるために備え持たなくてはならない基本資質であり、ユタのみならず祝女など神人（カミンチュ）にとっても不可欠な要件である。
サーダカンマリの素質は神に選ばれた者のみに与えられるとユタは信じているが、そうした選民観をユタは最初から所有しているわけではなく、巫事（ユタグトゥ）を積み重ねるうち次第に修理固成されていく。
沖縄では幻覚症状を伴った無意識行動を取ることをターリィと言い、その内容が神事（カミグトゥ）、つまり神々に関係がある場合にカミダーリィと言う。 しかし夢遊病者的行動に出るのは、神の導きによって生起すると見られるので、ターリィ全般をカミダーリィということが多い。このカミダーリィは、精神病者である狂人（フリムン）、物狂い（フリトゥーン）、狂暴（フラグゥ）とは区別される。
カミダーリィは、初期には単なる病気としか思えないが、やがて幻覚の中に現れるカミまたはカミの使者の「お知らせ（ウシラシ）」を受け、神事（カミグトゥ）に入らないとターリィは癒らないと脅される。しかし、多くのユタたちの告白によれば、家庭を犠牲にすることやユタとして生計を立てられるか等の不安から神事に入ることを躊躇し、殆どの人が「お知らせ」を無視したり、聞かないふりをして正常な生活を維持しようと試みる。だが、その様な判断のもとに進むとまたカミダーリィに襲われ、今度はカミまたはカミの使者から、入巫しないと不幸になる・病気が重くなる等の威嚇めいた催促（セイジュク）を受け、心身の苦痛はいよいよ烈しく迫ってくる。
カミダーリィはユタになるまでに必ず通過し、体験しなければならない関門で、ユタの告白によるとカミダーリィは必ず原因不明の病気が随伴する。佐々木宏幹は、カミダーリィが巫病の性格・内容を典型的に備えたものであると述べている。
こうして岐路に立たされ、悩み悩んだ末、ついにユタの判断（ハンジ）を求めて巫家（ユタヌヤー）へ赴き、そこでユタに頼み御願（ウグヮン）をしてユタになる道順の手ほどきを受ける。この道程にあるユタ志願者を一般にナライユタという。手ほどきを受けるユタの選定はナライユタ自身の自発的意思によっておこなわれるので、学生が自己の希望で講師を選択するように、何人ものユタを渡り歩いて巫法を覚える。このため、イタコなどのように固定された師弟関係を結ぶことがない。ナライユタは、必要に応じて巫家へ赴いてユタの手法を見守ったり、御願のために聖地を巡拝するユタに随伴し、線香（ウコウ）の供え方や御意趣（グイス。巫儀の導入部）の際の唱え文句を覚える。
こうして巫家を歴訪して神事に精を出し、各地の聖地へ御願回り（ウグヮンマァーイ）をするうち、噂を聞いた近所の家から巫儀をお願いされ、良い評判が取れれば次第に客が増えて知らず知らずのうちに一人前のユタが成立する。このようにユタとして独り立ちした状態は道あけと呼ばれる。しかし、カミダーリィ状態にあった人が、必ず道あけするとは限らない。道あけは、霊的存在から賦与された能力を人々の救済のために具体的に行使できるようになったことを意味するが、そこへ至るのが容易ではないからである。カミダーリィにありながら道あけできない状態にあることを「サバキキレナイ」状態と呼ぶが、こうした道あけできない人々は身内にユタや霊高い（セジダカイ）人を持たないことが多い。
以上のような成巫過程のため、イタコの「神憑け」のような成巫儀礼はおこなわれず、ユタの成立は入巫のけじめが見られないという特徴がある。
これらユタとなった者の多くは、その生涯において不遇な経験をしている。リーブラ（William P. Lebra）は結婚の失敗・家庭内不和・数度の離婚などの経験を報告し、桜井徳太郎はこれらに加え医者にかかっても癒らない性の悪い腹障り・頭痛・喘息・神経痛などの発症をあげている。佐々木宏幹は、リーブラがあげる家族の人間関係における相克・葛藤、桜井徳太郎があげる身体的異常が、多くの場合カミダーリィ前後に併行し複合化して現出すると述べ、この事例として宮古島市の男性の場合をあげている。彼は失恋などの後にノイローゼ症状と医者に診断されたが、彼の姉は「神の道へ入れと言う知らせであり、入らないと生命にかかわる」と述べ、そのうち身体に異常をきたして彼自身もカミダーリィを自覚したことが紹介されている。
さらに佐々木宏幹は、離婚によって夢と不眠に悩まされ、ユタの判断（ハンジ）によって異常行動に拍車がかかり、加えて親族知人からサーダカンマリであるとの刻印を押されて「仕方がないからユタにならざるを得ない」と思っているカミダーリィの女性を例にあげ、このような人々が多数いるとも述べている。

## 信仰と戒律
ユタは入巫や成巫の過程で創出した特殊な神を奉じ、それが生涯にわたる守護神として信仰の対象となる。
ユタはこの神霊の名において精霊の世界の1分野に即応する巫儀の執行者となる。言い換えればユタごとに、それぞれ管掌する専門領域が限定され、先祖の系統を捜すのが得意なユタ、死んで間もない人についての判断（ハンジ）が得意なユタなど、その専門分野が分かれている。
ユタは神の存在と力能を強調するが、その構成内容は神道の神であったり、十二支の神であったり、祖霊、死霊、精霊であったりする。ユタは自らに憑依する霊的存在が祖霊・死霊・精霊のいずれであるかは重視しないと言う超自然観を持つが、神観念の曖昧性がその影響度を低下させることもないようである。桜井徳太郎は那覇市に在住するユタの巫家（ユタヌヤー）の様子を報告しているが、その神棚（カンタナ）にはミフシと呼ばれる守護神の図像が掲げられていた。卯年生まれのこのユタは文殊菩薩がミフシであったが、ミフシは十二支の生まれ年に即応して決められているので、他の年の生まれであれば千手観音などがミフシとされる。

## 問題点と弾圧の歴史
ユタの能力はオカルティックであり、その実在を裏付ける科学的根拠はないため、ユタを騙って金儲けをする者が後を絶たなかった（現在も多数存在する）。また一方で、在野のシャーマンであるユタは日常的に人々と神を親しくする存在であり、中央集権や体制強化、近代化を進めたい支配階層は、ユタの存在を脅威や障害と捉えることが多かった。そのため、時の権力層から「後進的な存在であり、世間を惑わす」として、幾度も弾圧、摘発を受けている。主なものは以下。
1. 琉球王国行政官の蔡温によるユタ禁止令
2. 明治期の自治体レベルでのユタ禁止令
3. 大正期の「ユタ征伐」運動
4. 昭和10年代の戦時体制下のユタ弾圧

これらの時代、ユタは違法的存在として警察力に拘束、抑留されるなどしている。
これらの受難の時代を経て現在もなおユタは存続しているが、ユタにまつわる事件は今も起こっている。
ユタを求める人の多くは精神的に弱っていたり、問題を抱えて困っている。そのため、敢えて不安を煽るような事を言い、お金を騙し取るユタもいる。いわゆる霊感商法の一面も持っている。そのため沖縄には「ユタコーヤーヤ、チュオーラセー（ユタを買う人は、人々を争わせる人である）」という言葉もあり、ユタを買う行為自体が問題の元となる事もある。

## シャーマンとしての分類
堀一郎によれば、シャーマニズムとシャーマンの概念は学者によって異なる定義づけがなされ、諸学者間に一致した見解は現状もたれていない。桜井徳太郎もこれと同様のことを述べている。そこで、本節ではユタが成巫過程とトランス状態の内容面から見た場合、どのように分類されるかを以下にあげる。
- その成巫過程から見た場合、ユタは召命型シャーマンとされる。召命型シャーマンとは、ある日突然に神霊が憑依し、その召命によって入巫するシャーマンである。これに対しイタコなどは師巫に弟子入りし、修行の後、神憑けのイニシエーションを経て一人前の成巫になる修行（学習）型シャーマンと言える[1]。桜井徳太郎は、シャーマンになるための入巫動機が、生計を立てるためとか、世襲継承の原理に基づくとかにあるのではなく、心身異常の巫病に罹り、苦悩のすえ神霊の召命を受けてそれを克服し、ついにシャーマンへと成巫する、という過程が最も自然なシャーマン的プロセスであるとするなら、沖縄のシャーマンはその典型的タイプであると述べている[1]。
- トランス状態の内容面から見た場合、ユタはポゼッション型（憑依型）シャーマンとされる。佐々木宏幹は、マッカロック（J.A.MacCulloch）、エリアーデ、ファース（Raymond Firth）のシャーマンの規定が「トランス状態になり得る人物である」と言う点で一致していることに着目し、トランスの内容からシャーマンの霊魂が体の外にでるエクスタシー型（脱魂もしくは脱我型）と、外部の精霊がシャーマンの肉体に憑依するポゼッション型（憑依型）に分類した。この分類では、ユタは典型的なポゼッション型シャーマンであると佐々木宏幹は述べている[26]。

## ユタが登場する作品

### テレビドラマ
- 『ウルトラセブン』第34話「蒸発都市」(1968年5月26日、TBS。脚本は沖縄出身の金城哲夫）に霊媒師「ユタ花村」が登場。
- FE ファーイースト 序章（2013年4月22日・29日、琉球放送）[27]
- 『西郷どん』（2018年NHK大河ドラマ)[28]

### 映画
- 『ナビィの恋』（1999年）
- 『アコークロー』（2007年）
- 『サーダカー』（2007年）
- 『テンペスト』（2011年）
- 『来る』（2018年）

### 小説
- 池上永一『バガージマヌパナス』新潮社、1994年12月
- 内田康夫『ユタが愛した探偵』徳間書店、1999年10月
- 神野オキナ『南国戦隊シュレイオー』朝日ソノラマ、2000年10月
- 池上永一『テンペスト』角川書店、2008年8月
- 恒川光太郎『月夜の島渡り』角川書店、2014年12月

### コミック
- 栗原まもる『バガージマヌパナス』講談社、2000年3月
- CLAMP『ツバサ-WoRLD CHRoNiCLE-ニライカナイ編』講談社、2015年10月
- 空えぐみ『沖縄で好きになった子が方言すぎてツラすぎる』新潮社、2020年1月10日